# (16089) Lamb
(16089) Lamb est un astéroïde de la ceinture principale.

## Description
(16089) Lamb est un astéroïde de la ceinture principale. Il fut découvert le 7 octobre 1999 à Socorro (Nouveau-Mexique) par le projet LINEAR. Il présente une orbite caractérisée par un demi-grand axe de 2,67 UA, une excentricité de 0,14 et une inclinaison de 3,1° par rapport à l'écliptique.

## Compléments